# Pantabangan
Pantabangan ist eine philippinische Stadtgemeinde in der Provinz Nueva Ecija. Sie hat 29.925 Einwohner (Zensus 1. August 2015). Die Gemeinde liegt im Südosten der Caraballo-Berge, am Übergang zur Gebirgsmassiv der Sierra Madre, im Osten, und der Zentralen Luzon-Ebene im Westen. Auf dem Gemeindegebiet liegt der Pantabangan-Stausee, der zu den größten des Landes zählt.

## Baranggays
Pantabangan ist politisch unterteilt in 14 Baranggays.
- Cadaclan
- Cambitala
- Conversion
- Ganduz
- Liberty
- Malbang
- Marikit
- Napon-Napon
- Poblacion East
- Poblacion West
- Sampaloc
- San Juan
- Villarica
- Fatima